# بالدوين سانت جورج
سير بالدوين سانت جورج Sir Baldwin St. George (3 سبتمبر 1362 – 1426) سياسي إنـجليزي.

## حياته
كان عضوا في البرلمان الإنـجليزي عن منطقة كامبريدجشير في أعوام 1394، 1401، أكتوبر 1404، 1406، أبريل 1414 وخدم في منصب رئيس الشريف السامي في منطقة كامبريدج شاير وهانتندون شاير في الفترة 1409 إلى 1410.
تزوج جوان ابنة السير جون إنغين ووريثة زوجته الأولى مارغريت، ابنة السير جون دو لا هاي أوف شيبريت. أنـجب ثلاثة أبناء مات أحدهم في حياته. 